# Joseph Antoine Chatron
Pour les articles homonymes, voir Chatron.
Joseph Antoine Chatron, né le 24 mars 1805 à Thônes (Mont-Blanc) et mort le 4 juillet 1876 à Talloires (Haute-Savoie), est un médecin français.
Disciple puis continuateur et fils spirituel de Samuel Hahnemann, il est connu pour être le fondateur de l'homéopathie.

## Biographie

### L'enfance

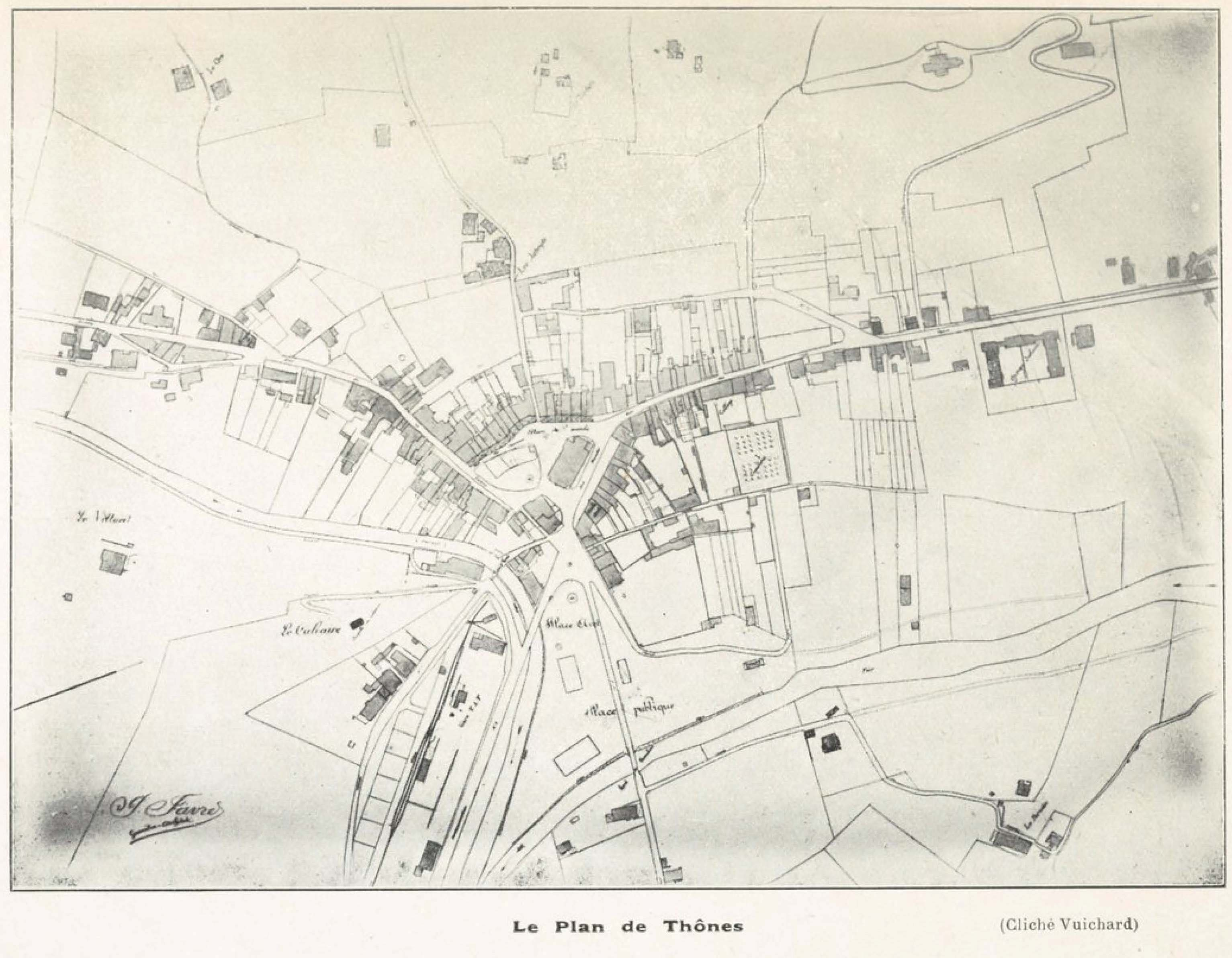
Plan de Thônes

Joseph Antoine Chatron naît le 3 germinal de l'an XIII (24 mars 1805) dans une ancienne famille honorable et aisée de Thônes, bourg situé à l'époque dans l'éphémère département du Mont-Blanc. Il est le fils aîné de Jean Chatron (1785-1848),, tanneur de profession, et de Charlotte Patuel (1782-1863), native de Faverges.
Il passe son enfance à Thônes ; on le cite comme modèle à l'église et au collège et malgré une santé fragile qui l'oblige à s'absenter fréquemment, il y acquiert les bases d'une solide instruction. Enfant sérieux, aimable, apprécié de ses maîtres, il remporte les premières places aux examens et il lui arrive même d'instruire ses camarades de collège par des expériences de physique et de chimie qu'il se plait à commenter.
Sans avoir jamais pris de leçons, il manifeste en outre des dons certains pour le dessin en copiant des images, des tableaux qu'il trouve autour de lui, chez ses parents, à l'église, chez les notables qu'il fréquente, si bien qu'il envisage alors d'étudier la peinture.

### Les études de médecine

#### Les années d'hésitation à Annecy
Ayant terminé les cours du collège, Chatron décide vers ses dix-huit ans de gagner Annecy afin de poursuivre l'étude de la peinture sous la direction d'un artiste régional réputé, Moreau qui fut lui-même élève de David ; après trois mois de cours, il obtient un premier prix de dessin au concours municipal.
Loin d'encourager cette vocation artistique, ses parents tentent de l'en détourner et en fils obéissant, Joseph entreprend des études de droit. Il s'exerce quelque temps au notariat mais cette expérience ne le convainc pas et il reprend sa palette et ses pinceaux.
Un moment l'idée d'entrer au grand séminaire lui traverse l'esprit : ses tendances et son éducation profondément religieuse l'y portent naturellement. Il sollicite les conseils autorisés du Révérend Père Favre, de la communauté des Missionnaires de Saint François de Sales à Annecy. Ce dernier l'aide à prendre conscience qu'aucun des essais tentés jusqu'alors n'est celui où l'appelle sa véritable vocation qui est la médecine,.

#### L'université de Turin
À l'automne 1826, âgé de vingt-et-un ans, Chatron prend la route de Turin, à l'époque capitale du royaume de Sardaigne dont fait alors à nouveau partie Thônes, sa ville natale, après le congrès de Vienne de 1815. Il y commence avec ardeur ses études de médecine, mais voit surgir bientôt un obstacle de taille : sa famille, qui l'a vu partir à contrecœur, lui coupe les vivres espérant un retour rapide près d'elle. Il ne doit désormais compter que sur lui-même.
Chatron revient à Annecy et reprend ses pinceaux pour se procurer les ressources nécessaires à ses études médicales. Grâce aux relations qu'il a nouées dans le milieu ecclésiastique, il obtient de nombreuses commandes et dès qu'il a réuni le pécule nécessaire, il retourne à Turin pour redevenir l'étudiant studieux, le travailleur acharné qu'il est resté toute sa vie. L'hôpital, les cours à l'école de médecine, l'amphithéâtre prennent tout son temps, sans l'empêcher toutefois de lire de nombreux livres qui lui donnent une véritable culture encyclopédique,.
Dès sa première année, venu à pied à Chambéry pour séjourner le temps des vacances dans une famille où il donne des leçons qui lui assurent les revenus dont il a besoin, des malades sollicitent déjà ses soins et ses conseils ont tant de succès que l'année suivante, assiégé par une foule de patients, il doit s'empresser de rentrer à Turin pour ne pas interrompre plus longtemps ses études,.

#### La découverte de l'homéopathie

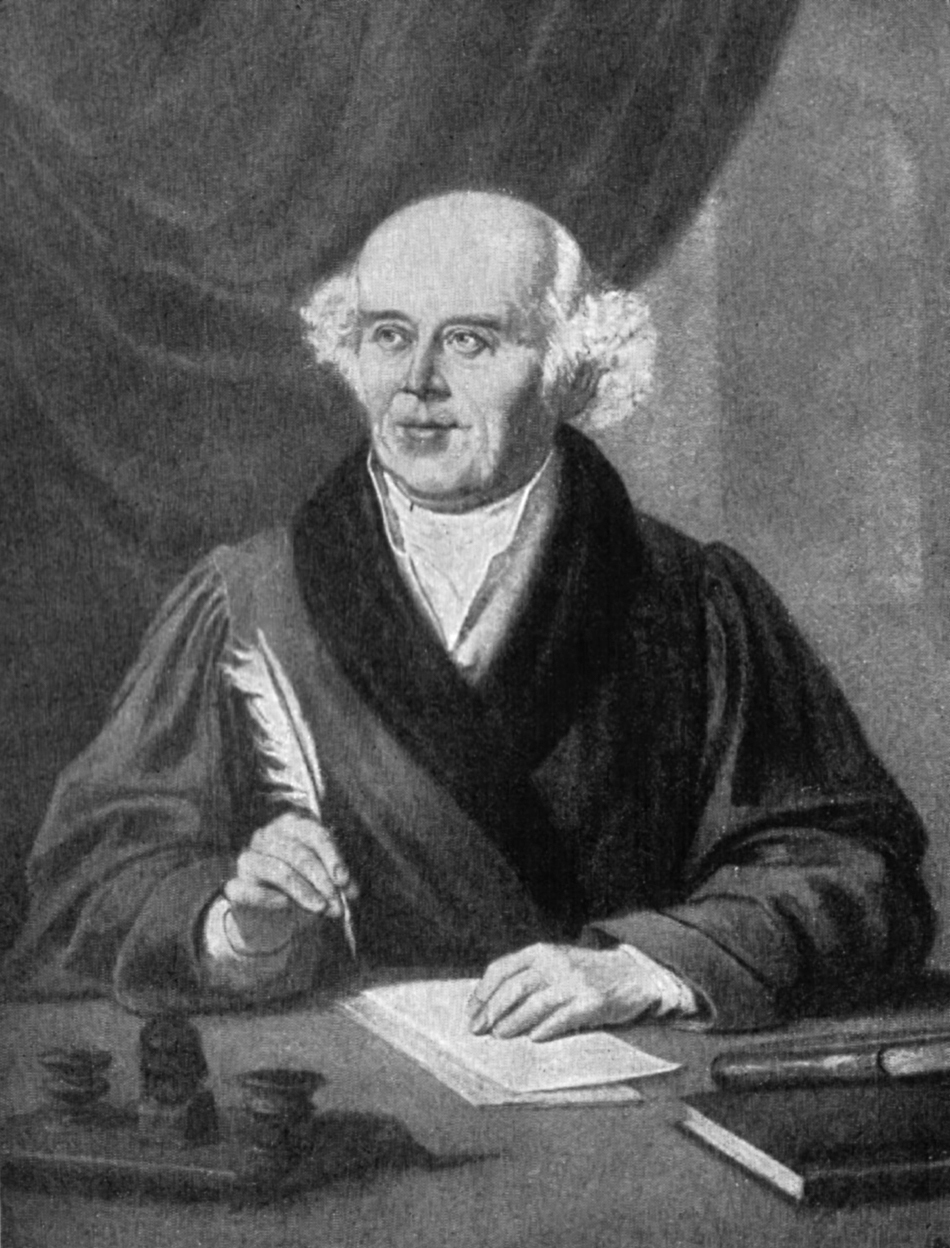
Samuel Hahnemann

Devant la médiocrité des résultats atteints, Chatron ne se satisfait pas de la médecine qu'on lui enseigne avec ses potions aux invraisemblables mélanges et où l'on pratique encore la saignée. La vaccine qui inocule une maladie semblable à celle dont on veut être préservé alimente sa réflexion et vers la fin de ses études, en 1836, il entend parler d'une théorie nouvelle qu'un homme de génie, Samuel Hahnemann, vient de fonder : l'homéopathie.
Il se procure les ouvrages qui en traitent, les étudie et entrevoit les horizons que cela ouvre. Il n'hésite pas à étudier sur lui-même l'action des remèdes homéopathiques et sa confiance en cette nouvelle thérapie est telle qu'il l'expérimente même à l'hôpital en toute discrétion sur les malades tout en poursuivant ses études pour lesquelles il obtient l'optime (la note maximale) de la faculté à chaque examen.

#### La soutenance de thèse
Le 27 juillet 1836, Chatron soutient sa thèse devant une salle comble : les uns sont poussés par la curiosité d'entendre le jeune étudiant dont on dit beaucoup de bien à Turin, les autres, sans doute jaloux, ont préparé des questions pièges ; chacun sait en effet que l'impétrant a adopté la nouvelle doctrine de l'homéopathie, qui lui attire comme elle des ennemis résolus.
Confiant en son savoir, le candidat soutient pendant plusieurs heures les arguments des doctes professeurs sans jamais être pris en défaut. Le sujet qu'il traite pour la partie théorie et pratique de sa thèse est pourtant difficile puisqu'il s'agit de l'inflammation de la moelle épinière ; il présente ensuite la matière médicale de la laitue vireuse et enfin l'hygiène des nourrissons.
Chatron se voit remettre sous les vivats, y compris de ceux venus dans l'espoir d'assister à un échec, l'anneau de Docteur en médecine et en chirurgie, obtenant même le laude (l'éloge), le plus éminent témoignage de satisfaction que puisse alors conférer l'université de Turin,.
Averti de ce qui vient de se passer et découvrant de quelle manière Chatron a effectué ses études, Charles-Albert de Sardaigne lui fait remettre une forte somme et a recours ensuite à ses conseils dont il n'eut qu'à se féliciter. Par patente royale en 1839, ce même roi protège en outre l'homéopathie contre les persécutions du pouvoir médical en ordonnant de respecter la liberté scientifique des homéopathes.

### L'apprentissage auprès d'Hahnemann

#### Le voyage à Paris
Muni de ses titres, Chatron n'a qu'un désir, se rendre à Paris où réside Hahnemann et l'y rencontrer. Il s'accorde cependant auparavant un répit d'une année dans sa ville natale où il acquiert rapidement une réelle notoriété pour la qualité de ses soins. En septembre 1837, muni de son passeport sarde, Chatron entreprend le voyage éprouvant pour Paris qu'il n'atteint qu'en début d'octobre.
Grâce à des recommandations, il parvient à rencontrer Hahnemann qui l'accueille avec bienveillance. Devant l'intelligence et le zèle de son nouvel élève, le vieux maître de quatre-vingt-deux ans prend en estime ce jeune confrère de cinquante ans son cadet venu du fond de la Savoie et lui expose jusque dans ses moindres détails sa méthode et ses vues personnelles sur la médecine.
Trois semaines plus tard, Joseph Chatron s'apprête à regagner ses montagnes et vient faire ses adieux au maître qui lui objecte « Que parlez-vous de départ, mon ami ? Restez auprès de moi, je vous regarderai comme mon fils et vous donnerai tous mes secrets ! » Stupéfait, Chatron doit se rendre au sérieux de la proposition réitérée et c'est ainsi que venu pour un court séjour d'étude à Paris, il devient pendant six ans l'élève préféré des dernières années du grand Hahnemann.

#### La collaboration avec le maître
Hahnemann lui transmet tous les secrets de sa propre expérience et l'introduit dans les grandes familles de Paris. Jusqu'en 1843, Chatron travaille auprès du maître dans une collaboration de tous les instants et ne tarde pas à le seconder dans sa tâche écrasante ; charitable, il soigne les indigents comme les fortunés et n'hésite pas le cas échéant, à visiter le pauvre avant le riche.
En 1843, Hahnemann est dans sa 89e année et souffre depuis une dizaine d'années chaque printemps d'un catarrhe des bronches. En avril son affection le reprend et quelques mois après, malgré ses propres soins et les remèdes recommandés par sa femme et son collaborateur, Hahnemann succombe le 2 juillet 1843. Chatron assiste seul aux derniers moments du maître auquel il ferme les yeux.
Après la mort de son maître, Chatron conserve sa place de collaborateur privilégié et une clientèle de plus en plus nombreuse réclame ses soins. Jusqu'en 1853, Paris reste son champ d'activité médicale et ce sont dix années de l'écrasante besogne du praticien surmené.

### Le mariage de Joseph et d'Amélie
La seconde épouse de Samuel Hahnemann, Marie Mélanie d'Hervilly, tient Chatron en haute estime. Musicienne, poète, peintre, elle a suivi des études de médecine et s'est fait soigner par son futur mari avant de l'épouser le 18 janvier 1835 à Köthen (elle a alors trente-six ans, lui quatre-vingts). On peut imaginer que l'homéopathie commune à Hahnemann et Chatron, la peinture commune à Mélanie et Joseph Antoine aient soudé des liens privilégiés entre ces personnages.
Mélanie songe à marier Joseph et va elle-même demander – « pour son fils » dit-elle – à Eugène Lepescheur de Branville la main de sa fille Amélie Élisa qui lui est accordée. Le 25 novembre 1843, dans l'ancien 11e arrondissement de Paris, Joseph Antoine Chatron épouse, à l'âge de trente-huit ans, Amélie Élisa Lepescheur de Branville de quinze ans sa cadette ; le mariage religieux est célébré le 29 à l'Église Saint-Sulpice de Paris,,. De cette union naissent trois enfants, un fils, Alexis en 1850, et deux filles, Marie en 1853 et Apollonie en 1859, les trois à Triviers (qui devient en 1872 Challes-les-Eaux).

### Le retour en Savoie

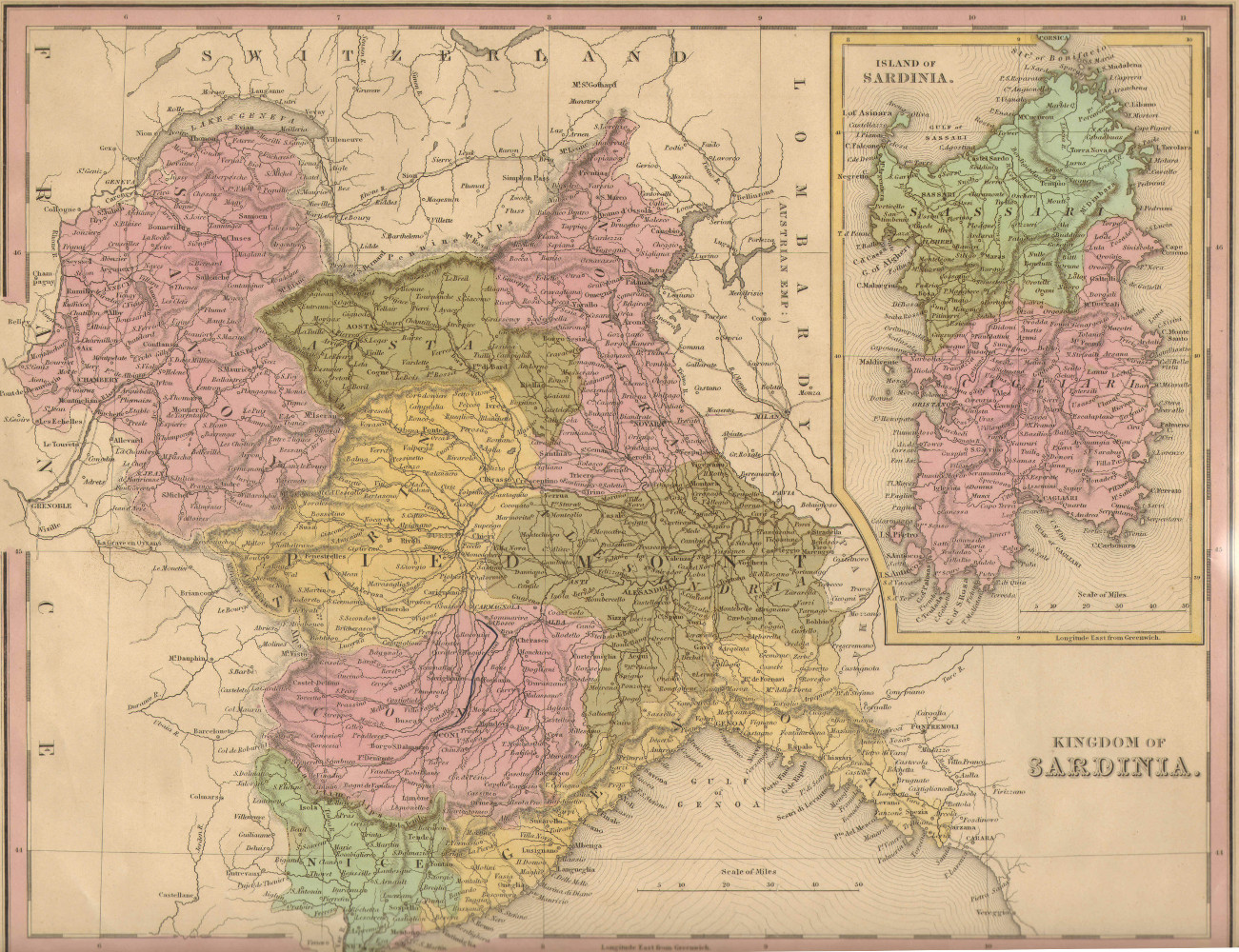
Les dix provinces du royaume de Sardaigne (1839)

En 1846, âgé de quarante-et-un ans, Chatron comprend qu'il ne peut suivre plus longtemps le rythme infernal qu'il s'impose depuis qu'il a repris la clientèle d'Hahnemann et prend la décision de quitter Paris pour regagner son pays natal.

#### Le temps des voyages
Après quelques mois à Thônes, Chatron s'accorde enfin quelques vacances avec sa jeune épouse pour visiter ce qui n'est pas encore l'Italie. Joseph et Amélie s'arrêtent d'abord à Marseille puis ils s'embarquent pour Naples où ils demeurent trois mois.
De là, les deux époux, profondément chrétiens, se rendent à Rome pour assister dans les premiers jours d'avril 1847 aux cérémonies des fêtes de Pâques ; ils prolongent leur séjour jusqu'en juillet. Chatron profite en effet de la permission qui lui est accordée de copier quelques chefs-d'œuvre du Vatican pour reprendre avec enthousiasme ses pinceaux et réaliser des tableaux aujourd'hui probablement dans des églises ou des chapelles de la région de Thônes ou de Chambéry.
Les époux reviennent ensuite à Thônes pour l'été puis, l'hiver venu, repassent les Alpes pour visiter les principales villes du nord de l'Italie ; ils s'arrêtent enfin à Nice plusieurs mois. Cette même année 1847, Chatron se présente à l'université de Gênes pour obtenir son exerceat avec les félicitations du jury.

#### L'installation à Chambery
Les diplômes officiels en mains, Chatron décide de s'installer à Chambéry (encore royaume de Sardaigne) et tout son temps est occupé par les malades de toutes conditions qui réclament ses soins. Vers 1854 il répond favorablement à la sollicitation de confrères parisiens et vient reprendre dans la capitale sa vie harassante d'autrefois. Il ne peut pas la supporter longtemps et au bout de dix-huit mois, une maladie aiguë lui fait comprendre qu'un plus long séjour loin de ses montagnes lui serait fatal. Il quitte définitivement Paris et rentre en Savoie pour ne plus en sortir.
Il passe l'été tantôt dans sa maison de campagne de Challes-les-Eaux près de Chambéry, tantôt à Thônes, son pays natal. Il a aussi hérité de son père à Talloires, sur les rives du lac d'Annecy, d'une modeste résidence – son ermitage – qu'il apprécie particulièrement.

Les dernières années de sa vie, Chatron sort peu mais reste assidu aux offices religieux. À ceux qui s'étonnent de sa piété, Chatron s'en explique en disant :

« J'ai étudié la question et je l'ai résolue. Vous vous tromperiez en vous imaginant que la connaissance approfondie des organes humains matérialise. Oh non ! S'il est tant de médecins qui ne voient rien au-delà de la matière, ce n'est point l'étude qui les a rendus ainsi, mais imbus de sophismes dès le collège, ayant secoué toute idée religieuse comme un bagage inutile et gênant, ils arrivent à nos amphithéâtres déjà athées au fond de l'âme. Quant à moi, je n'ai jamais été plus croyant que depuis que j'ai manié le scalpel et reconnu la trace de Dieu imprimée sur chaque fibre de l'être humain. Je demeure ravi en face des chefs-d'œuvre que je découvre, ne fût-ce que dans l'œil, et je me répète qu'il a fallu un artiste divin pour réaliser de telles merveilles. »

#### Les dernières années

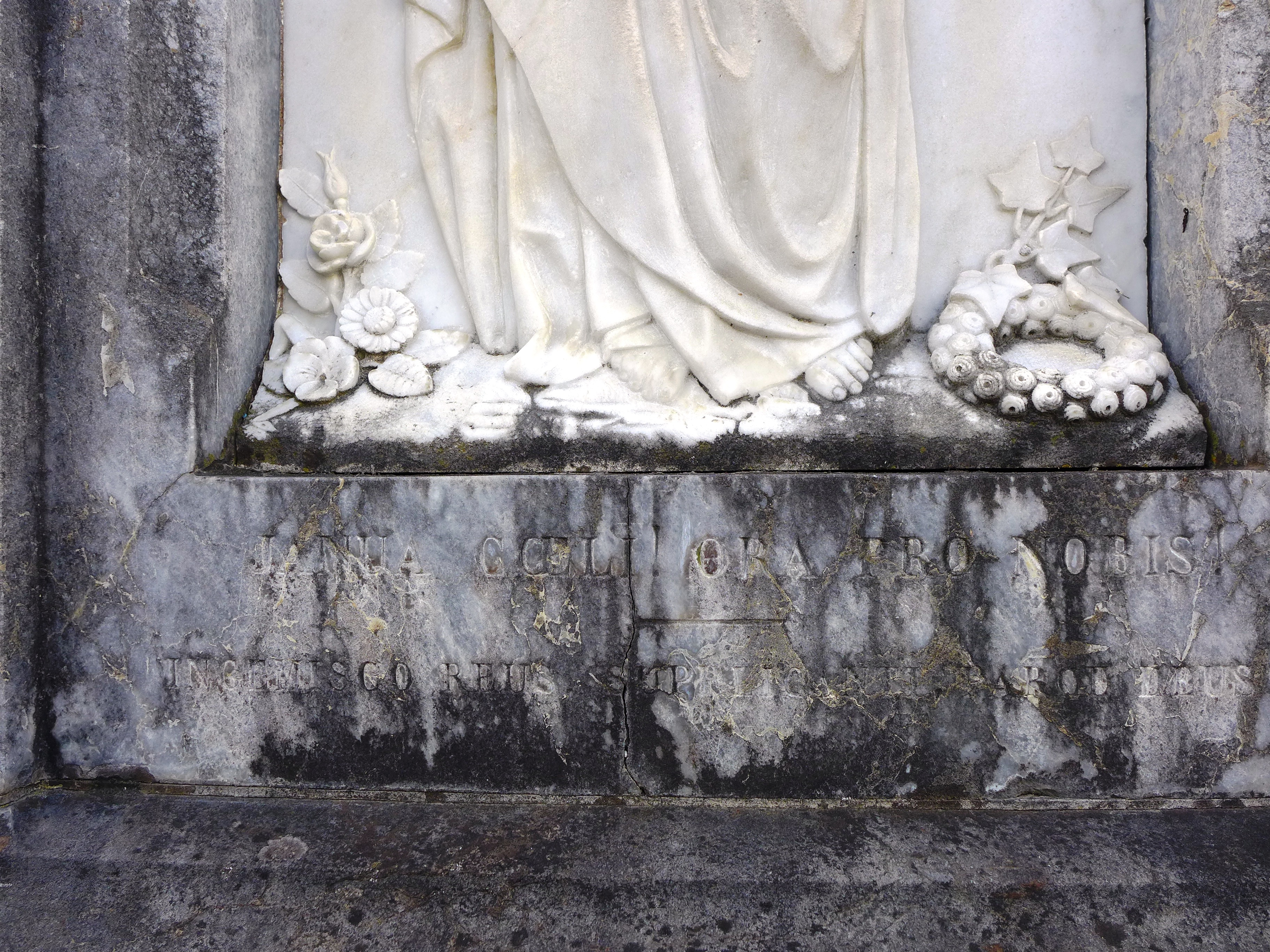
Épitaphe sur la tombe du Docteur Chatron au vieux cimetière de Thônes

Vers la fin de l'automne 1875, Chatron ressent les premières atteintes du mal qui va l'emporter. Il essaye d'entreprendre en vain sa propre guérison et ne tarde pas à comprendre que sa fin est proche. Il exprime alors le désir de revoir le lac d'Annecy et son ermitage de Talloires pour y terminer sa vie comme son père.
Le 28 juin 1876, il quitte Chambéry. Parvenu à Talloires, il a une courte rémission et jusqu'au bout, il donne des consultations et réclame le silence près de lui durant ses derniers jours. Après une pénible agonie, il rend l'âme dans sa 72e année le 4 juillet, entouré de sa famille.
Suivant son désir, il est transporté le lendemain à Thônes, sa ville natale à quelques kilomètres de là où il est inhumé au vieux cimetière, et sa tombe porte l'épitaphe :

## Œuvres picturales

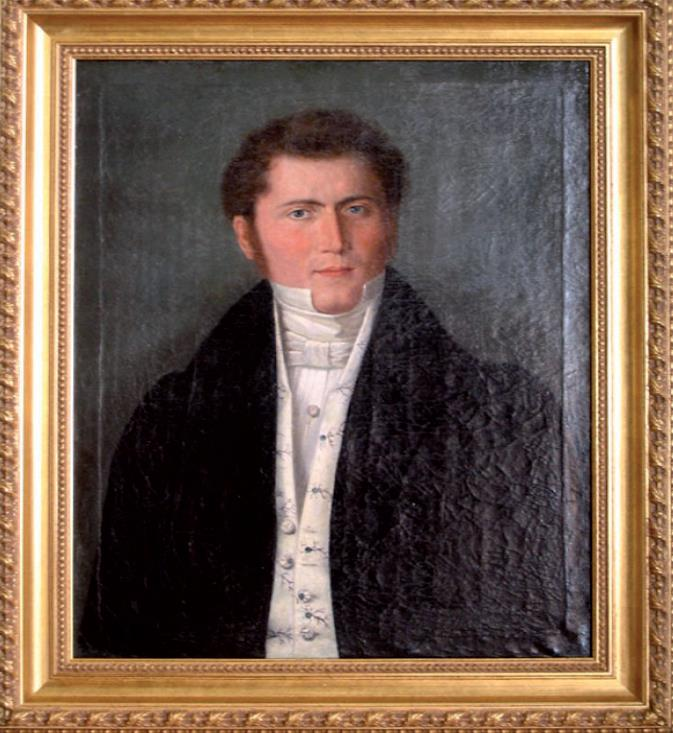
Jean-Baptiste Vercin par Chatron

Dès qu'il a conscience de ses dons, Chatron copie des images, des tableaux qu'il trouve autour de lui, chez ses parents, à l'église, chez les notables qu'il fréquente. Ce sont des toiles peintes à l'huile dont beaucoup sont conservées dans la famille et qui témoignent d'un réel talent. Il peint ainsi un Saint Jean-Baptiste, un Saint Claude évêque (peut-être celui qui est actuellement au presbytère de Talloires), un Saint Antoine Ermite, un Saint Sébastien.
Monseigneur de Thiollaz, premier évêque d'Annecy, l'entoure de sa bienveillance. Chatron en réalise un portrait si bien réussi que l'évêque lui offre une forte somme pour prix de son œuvre ; l'intéressé la refuse et n'accepte en retour que le portrait que Moreau, son maître de peinture, a lui-même fait de l'évêque.
Introduit de la meilleure façon dans la communauté ecclésiastique, Chatron voit les commandes affluer et ses tableaux vont orner les édifices religieux en lui faisant rapidement une solide réputation. Il est difficile néanmoins de dresser l'inventaire des œuvres de ce peintre qui ne signe que rarement ses tableaux, sans doute par modestie et humilité. Tout au plus lui attribue-t-on des portraits présentant de mêmes caractéristiques de composition.
C'est le cas du portrait de Pierre-Marie Mermier, fondateur de la congrégation des Missionnaires de Saint François de Sales à Annecy et cofondateur des Sœurs de la Croix de Chavanod, près d'Annecy, et celui de Mgr Rey que Chatron a bien connus, tableaux exposés dans le hall des Missionnaires de Saint François de Sales. On trouve également dans les livres de la bibliothèque de cette congrégation une gravure de l'Abbé Marin Ducrey qui lui est attribuable, le prélat présenté avec son édifice religieux d'affectation.
Les églises et les chapelles du pays de Thônes recèlent ainsi des tableaux de sujets religieux conservés pieusement dont beaucoup ne sont pas signés ; seul un tableau d'une Pietà à la chapelle de la Bossenaz, près du vieux pont romain qui enjambe le Nom, porte la signature de Chatron,.
Jean-Baptiste Vercin, qui obtient vers 1834 le doctorat de médecine à l’université de Turin, fait réaliser dès 1831, par son ami – et sans doute condisciple – Chatron, un portrait, aujourd'hui exposé au musée d'art et d'histoire de Conflans.
Chatron a probablement peint des portraits de son maître Samuel Hahnemann. Celui qui nous le montre de profil avec une plume à la main et la représentation de sa maison natale dans un cadre à l'angle de cette peinture, conservée au musée Robert Bosch de Stuttgart, pourrait bien être de la main de Chatron, !

## Publications
- Jacques Antoine Chatron, Baccalaureus Joseph Antonius Chatron Thonensis ut Philosophiae et Medicinae pro-Doctor crearetur in Regio Taurinensi Athenoeo, Turin, Imprimerie Royale, 1835, 12 p. (lire en ligne)
- Jacques Antoine Chatron, Prolyta Josephus Antonius Chatron Thonensis e Valle Regia ut Philosophiae et Medicinae Doctor crearetur in Regio Taurinensi Athenoeo, Turin, Imprimerie Royale, 1836, 15 p. (lire en ligne)

## Distinction et hommages

### Distinction
En 1850 Chatron est reçu membre de l'Académie homéopathique de Turin, fondée à la suite de la soutenance de sa thèse, mais refuse souvent d'autres titres honorifiques qu'on souhaite lui décerner.

### Hommages
Un modeste passage traboule de sa ville natale Thônes porte son nom et fait communiquer le no 16 de la rue des Clefs avec la rue de la Voûte.